# Simmer Down
"Simmer Down" foi a primeira canção lançada pelo grupo The Wailers, acompanhado do supergrupo de ska, The Skatalites, e produzido por Clement "Coxsone" Dodd em 1963. Foi um hit número 1 na Jamaica, em fevereiro de 1964.

## Histórico
A canção foi direcionada aos rude boys dos guetos da Jamaica, enviando-lhes uma mensagem para arrefecer ("simmer down") com toda a violência e crimes que estavam acontecendo em Kingston. O assunto de "Simmer Down" fez The Wailers se destacarem entre os seus contemporâneos. Os Wailers nesta época eram Bob Marley, Bunny Wailer, Peter Tosh, Junior Braithwaite, Cherry Smith e Beverley Kelso. Foi o primeiro sucesso de Bob Marley em sua carreira como compositor e intérprete.
Embora "Simmer Down" tenha sido um sucesso, Peter Tosh, um dos três Wailers originais, disse em uma entrevista que ele odiava a canção.
A canção foi posteriormente gravada pela banda The Mighty Mighty Bosstones para seu EP Ska-Core, The Devil, and More,  e também pela banda britânica The Specials para o álbum de covers Today's Specials.